# Acqua Dolomia Serena Wines Tennis Cup 2020
L'Acqua Dolomia Serena Wines Tennis Cup 2020 è stato un torneo maschile di tennis giocato sulla terra rossa. È stata la 17ª edizione degli Internazionali di Tennis del Friuli Venezia Giulia, facente parte della categoria Challenger nell'ambito dell'ATP Challenger Tour 2020. Si è giocato all'A.S.D. Eurotennis Club di Cordenons, in Italia, dal 31 agosto al 6 settembre 2020.

## Partecipanti

### Teste di serie
| Nazionalità | Giocatore           | Ranking* | Testa di serie |
| ----------- | ------------------- | -------- | -------------- |
| Germania    | Yannick Hanfmann    | 116      | 1              |
| Francia     | Antoine Hoang       | 127      | 2              |
| Germania    | Cedrik-Marcel Stebe | 130      | 3              |
| Argentina   | Facundo Bagnis      | 133      | 4              |
| Germania    | Yannick Maden       | 148      | 5              |
| Italia      | Lorenzo Giustino    | 152      | 6              |
| Italia      | Roberto Marcora     | 159      | 7              |
| Austria     | Jurij Rodionov      | 166      | 8              |

* Ranking al 24 agosto 2020.

### Altri partecipanti
I seguenti giocatori hanno ricevuto una wild card per il tabellone principale:
- Riccardo Bonadio
- Luciano Darderi
- Luca Nardi

Il seguente giocatore è entrato in tabellone col ranking protetto:
- Maximilian Marterer

I seguenti giocatori sono entrati nel tabellone principale come special exempt:
- Carlos Alcaraz
- Lorenzo Musetti

I seguenti giocatori sono passati dalle qualificazioni:
- Francisco Cerúndolo
- Alexandre Müller
- Andrea Pellegrino
- Giulio Zeppieri

## Punti e montepremi
| Torneo    | Torneo              | V      | F     | SF    | QF    | 2T    | 1T  | Q | Q2  | Q1  |
| Singolare | Punti               | 100    | 60    | 35    | 18    | 8     | 0   | 5 | 1   | 0   |
| Singolare | Premi in denaro (€) | 12 250 | 7 200 | 4 260 | 2 480 | 1 460 | 885 | – | 440 | 220 |
| Doppio    | Punti               | 100    | 60    | 35    | 18    | –     | 0   | – | –   | –   |
| Doppio    | Premi in denaro (€) | 5 250  | 3 100 | 1 840 | 1 090 | –     | 610 | – | –   | –   |

## Campioni

### Singolare
Bernabé Zapata Miralles ha sconfitto in finale  Carlos Alcaraz Garfia con il punteggio di 6–2, 4–6, 6–2.
- È il primo titolo Challenger in carriera per Zapata Miralles.

### Doppio
Ariel Behar /  Andrej Golubev hanno sconfitto in finale  Andrés Molteni /  Hugo Nys con il punteggio di 7–5, 6–4.